# Survol du New Jersey par des drones mystérieux
 (avril 2025).
Des drones non identifiés survolent le New Jersey depuis mi-novembre 2024.
Selon le gouverneur de l'État, Phil Murphy, « 49 observations de drones ont été signalées en une seule journée, bien que certaines puissent être des doublons ou de simples suppositions ». Un élu américain soutient que l'Iran serait à la manœuvre mais le Pentagone et la Maison-Blanche démentent. Cette dernière ne donne pas d’explications mais tente de rassurer. Le FBI et la sécurité intérieure sont saisis, et des politiques réclament des explications. Greg Myhre, membre de l'Assemblée du New Jersey, déclare que lors d'une réunion d'information le 11 décembre 2024, le directeur de la police de l'État, Pat Callahan, a mentionné un hélicoptère de la police de l'État en vol stationnaire au-dessus de l'un des drones.
Certains élus républicains ont évoqué, sans les étayer, des menaces venues d'États étrangers mais le ministère de la Sécurité intérieure et le FBI ont déclaré qu’ils n’avaient aucune preuve